# Entephria corsaria
Entephria corsaria là một loài bướm đêm trong họ Geometridae.